# Szakáld
Szakáld ist eine ungarische Gemeinde im Kreis Tiszaújváros im Komitat Borsod-Abaúj-Zemplén.

## Geografische Lage
Szakáld liegt in Nordungarn, 15 Kilometer südlich des Komitatssitzes Miskolc, zwischen den Flüssen Hejő und Sajó. Nachbargemeinden sind Hejőszalonta, Hejőbába und Nagycsécs. Die nächste Stadt Tiszaújváros befindet sich 10 Kilometer östlich von Szakáld.

## Sehenswürdigkeiten
- Griechisch-katholische Kirche Szent Anna Szűz Mária édesanyja
- Römisch-katholische Kirche Szent Anna

## Verkehr
Durch Szakáld verläuft die Landstraße Nr. 3309. Die nächstgelegenen Bahnhöfe befinden sich in Nagycsécs und Hejőkeresztúr.